# 賀一龍
賀一龍（？—1643年），別號“革里眼”。明末農民軍將領。
滎陽大會時，名列豫楚十三家之一。崇禎十一年（1638年）農民軍聲勢受挫，轉至英山、霍山、潛山、太湖一帶活動，與賀錦、馬守應、劉希堯、藺養成合軍，稱「革左五營」。崇禎十五年（1642年），與李自成聯合，突襲霍邱城，殺知縣左相申。賀一龍與羅汝才欲自立稱王，崇禎十六年（1643年）三月李自成殺羅汝才，賀一龍亦被殺。